# Ибер, Жак
Жак Ибе́р (полное имя Жак-Франсуа-Антуан Ибер, фр. Jacques François Antoine Ibert; 15 августа 1890, Париж — 5 февраля 1962, Париж) — французский композитор.

## Биография
Жак Ибер родился в семье торгового агента Антуана Ибера и Маргариты Лартиг, троюродной сестры Мануэля де Фальи. В четыре года начал обучаться игре на скрипке и фортепиано под руководством матери. В двенадцать лет прочёл учебник гармонии Ребера и Дюбуа, начал сочинять небольшие вальсы и песни. По окончании школы устроился на работу заведующего складом, чтобы помочь отцу, дела которого в то время шли не очень успешно. Втайне от родителей частным образом изучал сольфеджио и теорию музыки, а также посещал курсы актёрского мастерства Поля Муне. Муне советовал юноше избрать карьеру актёра, однако эту идею не поддержали родители Ибера, и он решил целиком посвятить себя музыке.
В 1910 году, по совету Мануэля де Фальи, Ибер подал заявление в Парижскую консерваторию и был принят в неё как «слушатель», а через год — на полноценное обучение в классы контрапункта Андре Жедальжа, гармонии — Эмиля Пессара, композиции и оркестровки — Поля Видаля. Среди его однокурсников были будущие известные композиторы Артюр Онеггер и Дариюс Мийо. Ибер зарабатывал на жизнь, давая частные уроки, играя на фортепиано в кинотеатрах Монмартра и сочиняя эстрадные песни и танцы (некоторые из которых были опубликованы под псевдонимом Уильям Берти).
С началом Первой мировой войны Ибер, не подходивший к военной службе по состоянию здоровья, тем не менее, уходит на фронт в ноябре 1914 года санитаром. В 1916 году он заболевает тифом и вынужден вернуться в тыл. На краткое время он примыкает к созданной Эриком Сати группе композиторов «Новые молодые» и участвует в нескольких концертах вместе с Жоржем Ориком, Луи Дюреем и Артюром Онеггером. Год спустя Ибер поступает на службу во флот, где вскоре получает звание офицера и несколько лет служит в Дюнкерке. В октябре 1919 года, ещё не демобилизовавшись, Ибер принимает участие в конкурсе на Римскую премию с кантатой «Поэт и фея» и сразу получает Гран-при, что позволяет ему три года жить в Риме. В том же году Ибер женится на Розетте Вебер, дочери художника Жана Вебера. В феврале 1920 супруги переезжают в Рим, где композитор пишет первое крупное сочинение для оркестра — «Балладу Редингской тюрьмы» по одноимённой поэме Оскара Уайльда. К римскому периоду творчества относятся опера «Персей и Андромеда», сюиты «Истории» для фортепиано и «Морские порты» для оркестра. Только постоянные переезды и чистое стечение обстоятельств привело к тому, что в 1920 году музыкальный критик Анри Колле, «пересчитывая» молодых композиторов, не включил Жака Ибера в знаменитую и широко разрекламированную группу «Шести».
В 1923 году композитор возвращается в Париж, где ведёт активную композиторскую деятельность, а также преподаёт в Универсальной школе оркестровку. Через три года Ибер покупает в Нормандии дом XVI века, где проводит по несколько месяцев в год, желая удалиться от городской суеты. В этом доме он создаст свои самые известные сочинения: Дивертисмент для оркестра, оперу «Король Ивето», балет «Странствующий рыцарь» и другие.

Сцена из оперы Жака Ибера «Анжелика» (Париж, 1927 год)

1927 год отмечен появлением оперы «Анжелика», поставленной в Париже и принесшей её автору мировую известность. В последующие годы Ибер много работает над музыкой к театральным постановкам и кинофильмам, среди которых выделяется «Дон Кихот» (1932) с Фёдором Шаляпиным в главной роли. Композитор создаёт также ряд оркестровых сочинений, в том числе «Морскую симфонию», которая, согласно его завещанию, не должна была исполняться до его смерти.
В 1933—1936 годах Ибер пишет Концерт для флейты и Камерное концертино для саксофона, а также два больших балета с пением (по заказу Иды Рубинштейн): «Диана из Пуатье» и «Странствующий рыцарь». Предпринимает большое турне по Европе, выступает со своими произведениями как дирижёр, руководит первой постановкой «Короля Ивето» в Дюссельдорфе. Совместно с Онеггером создаётся опера «Орлёнок».
В 1937 году Ибер получает место директора Французской академии в Риме (впервые с 1666 года на эту должность был назначен музыкант). Вновь обращается к совместной работе с Онеггером: оперетта «Малютка Кардиналь», поставленная в Париже, имела большой успех.
С начала Второй мировой войны Ибер служил на должности Морского атташе при французском посольстве в Риме. 10 июня Италия вступила в войну, и на следующий день Ибер вместе с семьёй на дипломатическом поезде отбыл из Рима.
В августе 1940 года Ибер был отправлен в отставку, специальным указом правительства Виши его имя было вычеркнуто из списка морских офицеров, а произведения запрещены к исполнению. В течение последующих четырёх лет Ибер жил на полулегальном положении, продолжая сочинять (в 1942 году он окончил начатый за пять лет до того Струнный квартет). В октябре 1942 года Иберу удалось перебраться в Швейцарию, где у него начались серьёзные проблемы со здоровьем (сепсис).
После освобождения Парижа в августе 1944 года Ибер вернулся во Францию. С 1945 по 1947 год композитор снова возглавлял Французскую Академию в Риме. Ибер вновь пишет музыку к театральным постановкам и кинофильмам, балетам, дирижирует собственными сочинениями.
С 1950-х годов Ибер начинает испытывать проблемы с сердечно-сосудистой системой, что вынудило его прекратить концертные выступления и преподавательскую деятельность. В 1960 году композитор переезжает из Рима в Париж.
Ибер умер 5 февраля 1962 года от инфаркта. Последние годы жизни он работал над Второй симфонией, которая осталась неоконченной. Композитор похоронен на кладбище Пасси.

## Основные сочинения Ибера

### Оперы
- «Анжелика» (1926)
- «Всего не предусмотришь» (1928)
- «Король Ивето» (1928)
- «Странствующий рыцарь» (1935)
- «Орлёнок» (1936, совместно с Артюром Онеггером)

### Оперетты
- «Малютка Кардиналь» (совместно с Артюром Онеггером)
- «Гонзага» (1930)

### Балеты
- «Встречи» (1921)
- «Диана Пуатье» (1935)

### Симфонические сочинения
- Баллада Редингской тюрьмы (1920)
- Морские порты (1922)
- Феерия (1924)
- Дивертисмент для камерного оркестра (1930)
- Морская симфония (1931)
- Сарабанда (1935)
- Каприччио (1936)
- Праздничная увертюра (1940)
- «Луизвильский концерт» (1953)
- «Бостониана»[1] (1955)
- Вакханалия (1956)
- Париж

### Концерты
- Концерт для виолончели и духовых (1925)
- Концерт для флейты с оркестром (посв. Марселю Моизу; 1932)
- Камерное концертино для саксофона и 11 инструментов (1935)
- Концертная симфония для гобоя и струнного оркестра (1949)

### Камерные сочинения
- Две пьесы для духового квартета (1921)
- Ария (транскрипция для разных составов; 1930)
- Три коротких пьесы для духового квинтета (1935)
- Струнный квартет (1937—1942)
- Трио для скрипки, виолончели и арфы (1946)

### Сочинения для фортепиано
- «Истории», 10 пьес (1921)
- Токката на имя Альбера Русселя (1929)

### Сочинения для струнных инструментов
- «Игра», сонатина для скрипки и фортепиано (1925)
- «Каприлена» для скрипки соло (1950)
- Этюд-каприс памяти Шопена для виолончели соло (1949)
- Шесть пьес для арфы (1917)
- Ариетта для гитары (1935)

### Сочинения для духовых инструментов
- Сонатина для флейты и фортепиано («Игра») 1923
- Пьеса для флейты соло (1936)
- Экспромт для трубы и фортепиано (1950)
- Песни на стихи различных авторов
- Музыка к 28 кинофильмам (в том числе «Дон Кихот[нем.]» (режиссёр Георг Вильгельм Пабст) c Федором Шаляпиным в главной роли, 1933; «Мальтийский дом», 1938; «Макбет», 1948)